# 姉妹の方程式
『姉妹の方程式』（しまいのほうていしき）は、野々原ちきの4コマ漫画作品。芳文社の雑誌『まんがタイムきらら』（月刊）で2003年5月号から2007年12月号にかけて連載された。単行本は全4巻刊行された。

## 作品概要
両親が亡くなった後、移り住んだボロの平屋で貧乏と戦いながら笑いあり涙あり毒あり破壊ありな日々を送っている四姉妹をギャグタッチで描いた作品。両親がいない苦労を感じさせる描写が所々にちりばめられているが、そんな生活を前向きに楽しむ四姉妹の明るさが物語に花を添えている。倹約に勤しむ四女・千薪と3人の姉の豪快な浪費っぷりとの対比もネタの見所。
四姉妹という家族構成や、長女が小説家、次女がスポーツ万能、三女がマイペース、四女がしっかり者という点は秋月りすの『かしましハウス』からの影響が見られ、同作品を萌え系に特化した作品ともいえる。

## 主な登場人物

### 万田家四姉妹
万田一美 （まんだ かずみ）
万田家長女。高校2年生。ストレートのロングヘアーが特徴のクール・ビューティー。しかし猟奇犯罪やらホラー要素やらに目が無く、そんな嗜好もあってかプロの猟奇・ホラー小説家としてデビューも果たしている。万田家の収入の大部分を稼ぎ出す一家の大黒柱なのだが、小説はあまり売れていないらしい描写がある。通学カバンの中には輸血用の血や包丁などが入っている（小説の資料）。他にも資料として、トーテムポールやホルマリン漬けなどを買っている。
家にいる時などプライベートは仏頂面だが、学校など家の外では笑顔や優しい言葉遣いを心がけるなど、TPOはわきまえている。しかしそのマイペースさは隠せず、自分にとって必要ないと判断した事は記憶しようとしない一面もある。
万田十子 （まんだ とうこ）
万田家次女。一美と同じ高校に通う高校1年生。毛先に癖のあるショートヘアーが特徴。運動好きの健康オタクで、運動器具やらプロテインやらと健康グッズを買い漁っている。その鍛錬のおかげか身体能力は女子高生の規格を超えたレベルにあり、熊を素手で倒し学校のガラスを触れただけで割り硬貨を指の力だけで折り曲げるほどである。容姿同様、男っぽいサバサバした性格もあってか女子に人気が高いらしい描写がある。その反面、怖い話や怖いモノは大の苦手。しかし猟奇好きの姉とは意外と上手くやっている。
来来軒（らいらいけん）で趣味と実益を兼ねたアルバイトをしており、万田家の家計を支えている。時給は800円だが、遅刻をしたり無駄口をたたくと給料がカットされる職場で苦闘しつつも元気に働いている。
万田百江 （まんだ ももえ）
万田家三女。中学2年生。やや癖気味のセミロングヘアーを後ろでポニーテール風にまとめたヘアースタイル。やおい好きのオタクで、セリフの語尾に「～じょ」「～なのだ」などを付けるオタクっぽい口調が最大の特徴。トレーディングカードや同人誌などのオタクグッズを買い漁っており、趣味の方向が正反対の十子や倹約大好きで歳の近い千薪から微妙に責められやすい。時々一言多い性格で、失言を漏らすたびに十子にドツかれるなど相性が悪そうだが、お互いに合わせるところはちゃんと合わせている。
十子とは正反対に恐い話が大好きで、わざわざ千薪に話を聞きに行ったり校内を探したりと好奇心旺盛なところもある。料理の腕は絶望的だが、コスプレ趣味のおかげか裁縫の腕は姉妹中一番である。
万田千薪 （まんだ ちまき）
万田家四女。百江と同じ中学に通う中学1年生。ショートヘアーの襟足部分を更に括ったヘアースタイルが特徴。四姉妹の中で最もしっかり者の節約家で、家計を預かる身として姉たちの浪費と真っ赤な家計簿に日々悩んでいる。実用に駆られて始めたはずの倹約は最早彼女の趣味と化しており、近くの川に釣りに行くのは当たり前、調理実習のクッキーをご飯に合うおかずに作り上げ、たまの外食ではタッパーで食料を回収出来るチャンスをうかがうなど特に食において涙ぐましいまでの執念を発揮する。好物はプリンで、プリンが絡むと態度が変わる事もある。
小さい頃に犬にかまれて以来の犬嫌いだが、チワワサイズまでは大丈夫らしい。さらには破壊的な音痴で、学芸会で合唱の発表をした際に被害がなかったことにホッとする一幕があった。

### その他の人物
来来軒（来々軒）の息子
中学3年生。百江、千薪と同じ中学校の上級生で風紀委員。父親に似ず美少年な顔立ちとにこやかな笑顔が人目を引くが、口を開けば誰に対しても情け容赦のない毒舌を駆使し、十子のバイト代をちょっとした事でカットしたり、手加減無くコキ使う悪魔的な性格の持ち主である。
十子のことが好きなようだが、そんな捻くれた性格のためか本人の前ではそう言う素振りは見せず、陰で赤面していたりする。
来来軒（来々軒）の店長
息子に似ず顔はとても恐いが、虫も殺さぬ性格（文字通り）で、落ちていた財布を警察に届けたり借金の連帯保証人を引き受けてしまうなど善人を通り越してお人好しな人物。息子の十子への想いに気付いているようで、ニコニコ…と言うよりはニヤニヤしながら素直になれない息子の言動を見守っている。
一ノ瀬和弘（いちのせ かずひろ）
一美の同級生。一美のことが好きなのだが、一美は一ノ瀬のことを認識すらしていないことが多い。登場初期に十子のことを一美の弟だと勘違いし、妹とわかった現在もむしろ弟として認識するなどマイペースで思い込みが激しい。髪を一時的に伸ばしていた十子に赤面するなど、惚れっぽい一面がある。
来来軒の常連客で、来来軒の息子に容赦なく毒舌を浴びせられつつもよく顔を出している。お花見のシーズンには焼きそば屋台のアルバイトをさせられたこともある。
四方先生
千薪の担任の先生。担当科目は数学。数字を見ていると家計のことばかり考えてしまう千薪のために二次方程式の根の公式を使った問題で数字を漢数字で表したりローマ数字で表したりしたことがある。眼鏡を掛けた優しげな顔立ちで、百江の妄想の対象になりかけたこともある。
甘いモノ好きの隠れ肥満で、本人も少々気にしている。時々貰ったお菓子の箱詰めを千薪にあげることもあり、万田家の貴重な栄養となっている。
千薪の友人達
千薪の学校生活シーンでたいてい一緒にいる二人組。来来軒へ冷凍ギョーザをもらいに行くなど、意外な所で登場することがある。

## その他の情報
来来軒（来々軒）
何処の町にでもあるような大衆向け中華料理店。メニューは一般的なものが多いが、「バナナ餃子」や「天ぷらラーメン」というキワモノっぽいメニューもある。店長が連帯保証人をよく引き受けるせいか、たびたび借金取りの人が来るが、十子が追っ払うか息子が泣き落としにかかる。
お花見シーズンでは焼きそばの屋台を開いていたりもする。
千薪、百江の通っている中学校
給食があり、万田家の2人には貴重な栄養源。時々風紀委員による荷物検査があり、校門検査と呼ばれている。
一美、十子の通っている高校

## 書誌情報

### 単行本
芳文社より「まんがタイムKRコミックス」として刊行されている。
1. 第1巻（2004年07月27日発行） ISBN 4-8322-7514-3
2. 第2巻（2005年07月27日発行） ISBN 4-8322-7542-9
3. 第3巻（2006年12月12日発行） ISBN 4-8322-7601-8
4. 第4巻（2008年01月28日発行） ISBN 4-8322-7676-X

本記事は、単行本第3巻までを典拠として作成されています。本記事を引用したり、最新の状況に修正や加筆をされる場合は、この点にご注意ください。